# Gerald Boland
Gerald Boland (25 mai 1885 - 5 janvier 1973) est un homme politique irlandais du Fianna Fáil qui est ministre de la Justice de 1939 à 1948 et de 1951 à 1954, ministre des Terres de 1936 à 1939, ministre des Postes et Télégraphes de 1933 à 1936 et whip en chef du gouvernement de 1932 à 1933. Il est sénateur de 1961 à 1969 et Teachta Dála (TD) pour la circonscription de Roscommon de 1923 à 1961.
Boland est actif pendant la période révolutionnaire irlandaise, combattant à la fois dans la guerre d'indépendance irlandaise et dans la guerre civile irlandaise, cette dernière ayant vu la mort de son frère Harry Boland. Après les guerres, Boland fait partie de ceux qui conduisent les républicains hors du Sinn Féin et dans le Fianna Fáil à la suite d'une scission sur l'abstentionnisme. Lorsque le Fianna Fáil arrive au pouvoir en 1932, Boland devient un membre permanent du cabinet, notamment en tant que ministre irlandais de la Justice. Bien qu'il soit socialement libéral dans ses propres opinions et républicain irlandais engagé, en tant que ministre de la Justice, le gouvernement lui demande fréquemment d'appliquer des politiques dures à l'encontre des citoyens irlandais afin d'empêcher l'Armée républicaine irlandaise d'entraîner l'État irlandais dans la Seconde Guerre mondiale.

## Jeunesse
Né à Manchester, Gerald Boland est le fils de James Boland et de Kate Boland (née Woods). Il est le deuxième enfant et l'aîné des trois fils (dont Harry Boland) et des deux filles du couple. Sa famille des deux côtés sont de fervents nationalistes irlandais ; son père a été un Fénien dans sa jeunesse, un fervent disciple de Charles Stewart Parnell, et plus tard membre de la Fraternité républicaine irlandaise (IRB). Son père a également des liens avec les Irish National Invincibles, et son association avec eux l'a obligé à fuir à New York pendant un certain temps.
Après ses études à l'école nationale, Boland fréquente l'Institut O'Brien à Fairview, Dublin. Il quitte l'école à quinze ans et devient apprenti monteur à Broadstone Station. Au lieu de poursuivre ses études pour obtenir un diplôme d’ingénieur, Boland suit des cours du soir de langue irlandaise et d’histoire. Malgré cela, il réussit ses examens d’ingénieur.

## Années révolutionnaires
Boland est inscrit à l'IRB avec son frère Harry en 1904, suivant les traces de son père James et de son oncle Jack. Gerald et ses frères Harry et Ned rejoignent par la suite les Volontaires irlandais lorsque cette organisation est créée en 1913, servant dans la même compagnie qu'Arthur Griffith. Lorsque la nouvelle de l'insurrection de Pâques éclate en 1916, Boland quitte immédiatement son emploi à Crooksling. Cependant, il est amèrement déçu lorsqu'il apprend que l'ordre a été annulé. Lorsque la rébellion commence sérieusement le lundi de Pâques, il se rend à Jacob's Mill où il combat sous les ordres de Thomas MacDonagh. Après la reddition officielle, Boland est arrêté et interné au camp d'internement de Frongoch au Pays de Galles, où il entre en contact avec d'autres dirigeants révolutionnaires notables, dont l'ami de son frère Harry, Michael Collins.
Boland est libéré après une amnistie générale en décembre 1916, mais il reste impliqué dans les cercles révolutionnaires, bien qu'il ait refusé de rejoindre l'IRB, estimant que l'organisation n'est plus nécessaire. Il est arrêté et emprisonné à Belfast de mai à décembre 1918 pour avoir pratiqué des exercices militaires dans les montagnes de Dublin. Entre-temps, un certain nombre de ses collègues obtiennent leur libération en remportant des sièges aux élections générales de 1918.
Pendant la guerre d'indépendance, Boland commande le troisième bataillon de la brigade n°2 (South Dublin) de l'IRA et est connu sous le nom de « Trotsky » pour ses opinions de gauche.
Lui et ses frères sont opposés au traité anglo-irlandais de 1921. Boland commande brièvement la 3e brigade sud de Dublin à Blessington, dans le comté de Wicklow, mais est capturé au début de la Guerre civile irlandaise en juillet 1922 et finit par passer deux ans en prison. À l'extérieur, son frère Harry est décédé quelques jours après avoir été abattu, en août 1922, après que deux officiers de l'armée nationale aient tenté de l'arrêter au Grand Hôtel de Skerries, Dublin.

## Carrière politique

### Les débuts
Après la fin de la guerre civile, Boland contribue à faire du Sinn Féin le principal parti républicain. Alors qu'il est encore emprisonné, il est choisi pour se présenter au Dáil Éireann en tant que député de Roscommon, l'ancien siège de Harry, pour les élections générales de 1923, et l'emporte. Boland fait partie des détenus de la prison de Kilmainham qui entament une grève de la faim en octobre 1923. La grève de la faim n'a pas abouti à sa libération et Boland attribue à sa pratique du yoga son maintien en vie à cette époque.
Boland est finalement libéré en juillet 1924. À sa libération, Boland devient secrétaire du Sinn Féin et siège à l'exécutif du parti.

### Du Sinn Féin au Fianna Fáil
Boland est parmi les premiers du Sinn Féin à appeler à la fin de l'abstentionnisme du parti auprès du Dail Eireann, estimant qu'il s'agit d'une impasse politique. Le chef du parti Éamon de Valera propose que le parti abandonne cette politique et siège au Dáil si des modifications sont apportées au serment d'allégeance au monarque britannique. Sa proposition est rejetée et de Valera et ses partisans, dont Boland, quittent le Sinn Féin. Peu de temps après cette scission, un nouveau parti émerge, appelé Fianna Fáil, avec de Valera comme chef et les autres députés républicains désabusés. Boland joue un rôle essentiel dans le transfert de nombreux membres du Sinn Féin au Fianna Fáil. Le Fianna Fáil mène également brièvement une politique abstentionniste, mais en 1927, une nouvelle loi oblige les députés du Fianna Fáil à prêter serment d'allégeance et à siéger au Dáil. Le Fianna Fáil rejette le serment comme « une formule vide ».
Boland travaille aux côtés de Seán Lemass pour renforcer le soutien et l'organisation de base du Fianna Fáil, Boland accordant une attention particulière à l'appareil rural du parti. Lors des élections générales de septembre 1927, le Fianna Fáil arrive à quatre sièges du parti au pouvoir Cumann na nGaedheal. Ce dernier forme une sorte de coalition avec le Parti paysan et reste au gouvernement.

### Au gouvernement

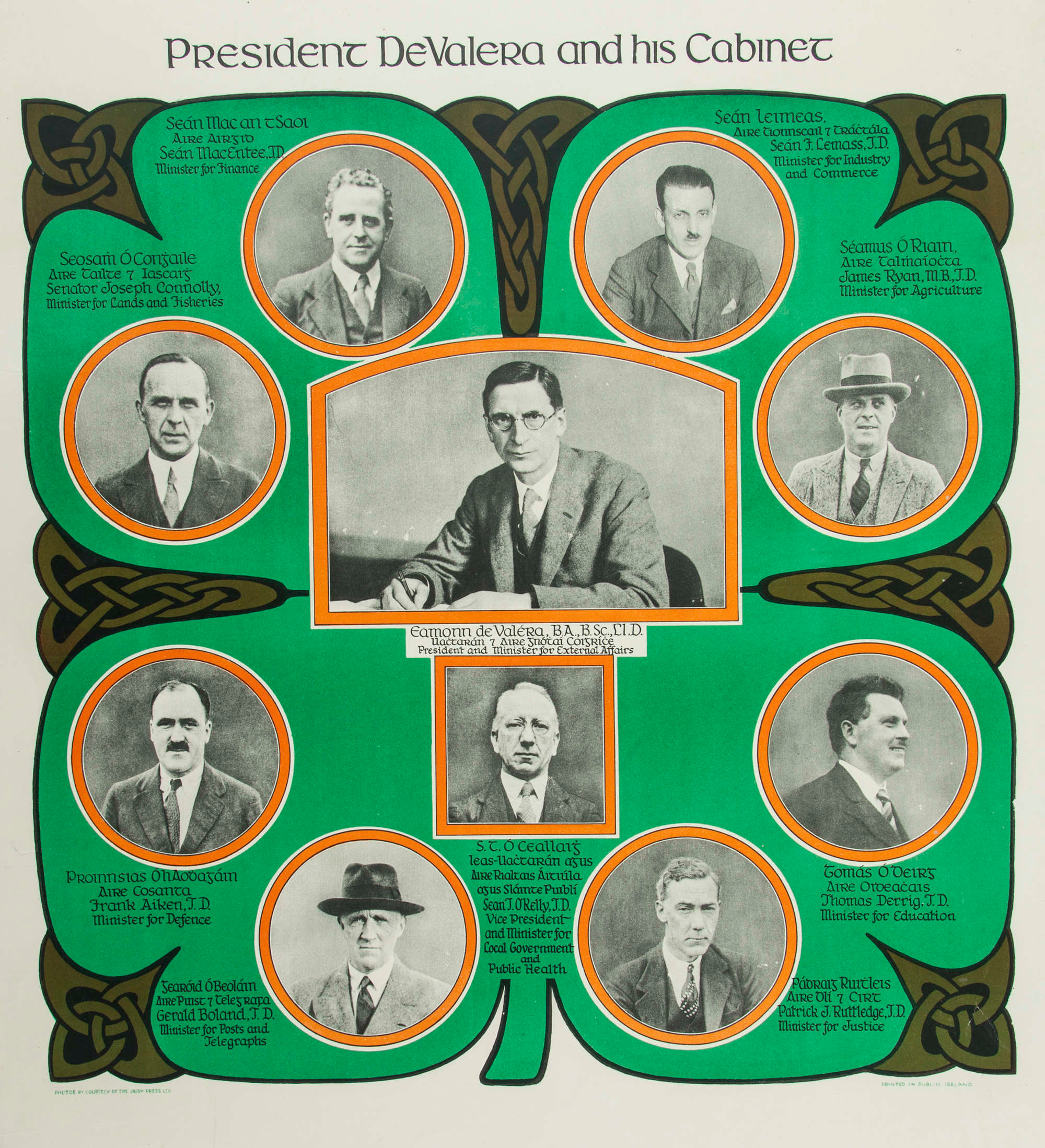
Boland au sein du tout premier cabinet du Fianna Fáil

Après les élections générales de 1932, le Fianna Fáil forme un nouveau gouvernement. Boland est nommé whip en chef du gouvernement, poste qui lui permet d'assister aux réunions du cabinet mais pas d'y voter.
Le Fianna Fáil reste au pouvoir avec un mandat accru après les élections générales de 1933 et Boland est promu au poste de ministre des Postes et Télégraphes. Bien qu'il soit ministre chargé des Postes, Boland ne possède de téléphone que quelque temps plus tard. Durant son mandat, le service postal réalise des progrès considérables. C'est également à cette époque que la Poste devient une entreprise payante. Pendant son mandat de ministre, Boland supervise une expansion majeure du service téléphonique en Irlande, des améliorations de la capacité de transmission de Radio Éireann et la construction de nouveaux bureaux de poste provinciaux et d'un nouveau bureau central de tri postal.
Boland est brièvement ministre de la Justice par intérim pendant une période où P. J. Ruttledge est malade. C'est à cette époque que Boland déclare l'Armée républicaine irlandaise organisation interdite.
Un remaniement ministériel en 1936 voit Boland devenir ministre des Terres, avant d'assumer plus tard la responsabilité de la Pêche. En tant que ministre des Terres, Boland introduit une loi foncière en 1939 qui réforme la répartition des terres. La loi élargit les critères selon lesquels l'État peut prendre le contrôle des terrains non bâtis tout en offrant au locataire du terrain des conditions d'indemnisation plus favorables. Boland critique la politique de Lemass consistant à centraliser le développement industriel à Dublin ; il souhaite plutôt voir une économie plus décentralisée basée sur la production alimentaire. Le point de vue divergent provoque une rupture entre Boland et Lemass, mais malgré cela, Boland favorise la politique d'intervention de l'État dans l'économie de Lemass par rapport à l'approche plus laissez-faire de Seán MacEntee.
En 1937, Boland s'élève fortement lors de la rédaction d'une nouvelle constitution irlandaise par le Fianna Fáil contre tout mot qui aurait donné à l'Église catholique un statut spécial, ce qui était fortement considéré à l'époque. Boland déclare que si la constitution élève la position de l'Église catholique au-dessus des autres, elle serait sectaire, anti-républicaine et constituerait un obstacle à toute perspective de réunification irlandaise. En guise de compromis, le terme « relation privilégiée » est utilisé dans la version finale du projet.

### Ministre de la Justice
Le déclenchement de la Seconde Guerre mondiale en 1939, connue sous le nom d'état d'urgence en Irlande, aboutit à un certain nombre de nouvelles nominations au cabinet et Boland devient ministre de la Justice. Il arrive au pouvoir à un moment où l'IRA a de nouveau déclaré la guerre à l'État britannique et lancé sa campagne de sabotage. Boland est chargé de la tâche d’écraser l’organisation et d’empêcher l’IRA d’entraîner l’État irlandais dans un conflit avec le Royaume-Uni. Bien que Boland se soit toujours considéré comme un républicain, il adopte une ligne dure contre l'IRA et utilise ses pouvoirs pour ordonner l'internement de centaines de membres de l'IRA avant d'introduire des tribunaux militaires et des tribunaux pénaux spéciaux.
En 1940, un certain nombre de membres emprisonnés de l'IRA entament une grève de la faim, mais Boland refuse d'accorder leur libération. Deux des hommes meurent finalement, dont l'un est le neveu d'un des collègues du Fianna Fáil de Boland. Tony D'Arcy est décédé des suites d'une grève de la faim de 52 jours (16 avril 1940) à l'âge de 32 ans et Jack McNeela est décédé trois jours plus tard (19 avril 1940) après 55 jours de grève de la faim. Ces décès déclenchent des représailles de l'IRA sur la Garda Síochána. Boland introduit ensuite des mesures plus strictes en créant un tribunal militaire pouvant condamner à mort, sans possibilité d'appel, sauf un examen par le gouvernement. Au total, douze hommes sont reconnus coupables, six d'entre eux sont exécutés et les six autres voient leur peine transformée en peine d'emprisonnement. Parmi les personnes exécutées se trouve Charlie Kerins, chef d'état-major par intérim de l'IRA.
En tant que ministre de la Justice, Boland est également invité à appliquer les politiques de censure en temps de guerre. Cependant, trouvant l'idée de la censure d'État déplaisante, il crée un conseil de censure pour éviter les accusations de partialité.
Pendant l'état d'urgence, Boland est également responsable de la détention de plusieurs agents étrangers dans le cadre de la stricte politique de neutralité de l'Irlande. Pendant cette période, quelque 500 personnes sont internées et 600 sont condamnées en vertu de la nouvelle loi de 1939 sur les infractions contre l'État. En 1943, l'IRA est en plein désarroi, en particulier après l'arrestation et l'emprisonnement du chef d'état-major, laissant l'organisation sans direction. Boland et le Fianna Fáil estiment que leur ligne dure est soutenue par l'électorat après de forts résultats pour le parti aux élections générales de 1944.
En 1947, Boland fait partie des quatre personnalités du Fianna Fáil (dont de Valera) impliquées dans le « scandale de la distillerie Locke », une accusation portée par Oliver J. Flanagan selon laquelle des hommes d'affaires étrangers soudoyaient des membres du Fianna Fáil afin d'obtenir le droit d'acheter la distillerie. Un tribunal d'enquête ne trouve aucune preuve à l'appui de ces affirmations, mais cela entache néanmoins l'opinion du public sur le Fianna Fáil.

#### Deuxième mandat de ministre de la Justice
En 1948, le Fianna Fáil est au gouvernement depuis 16 ans sans interruption. La Seconde Guerre mondiale étant enfin terminée, l’électorat est en quête de changement et d’un nouveau départ. Pour répondre à ce désir, le nouveau parti politique Clann na Poblachta se crée. Dirigé par Seán MacBride, ce nouveau parti cherche à lancer une nouvelle ère politique d'après-guerre en Irlande, ce qui implique de faire partir le Fianna Fáil du pouvoir. Beaucoup de membres du Clann na Poblachta sont d'origine républicaine et, d'une certaine manière, le parti pourrait être en partie décrit comme une réaction organique à la position dure du Fianna Fáil et de Boland pendant les années de guerre. Beaucoup dans les cercles politiques, y compris au sein du Fianna Fáil, pensent que le Clann na Poblachta pourrait être une nouvelle force avec laquelle il fallait compter.
Cependant, de Valera est rusé dans le choix des dates des élections générales, et il convoque des élections générales au début de 1948, avant que Clann na Poblachta ne soit complètement prêt à se présenter aux élections nationales. Aux élections générales de 1948, Clann na Poblachta et d'autres opposants au Fianna Fáil obtiennent de bons résultats, mais pas aussi bien que prévu. Afin d'écarter le Fianna Fáil du gouvernement, chaque parti du Dáil et un certain nombre d'indépendants doivent former le lourd « premier gouvernement interpartis ». La coalition voit Clann na Poblachta contraint de travailler avec le Fine Gael, considéré comme « l'ennemi » traditionnel du républicanisme irlandais. En 1951, la coalition s'effondre et le Fianna Fáil revient au gouvernement après les élections de cette année-là, Boland étant reconduit dans ses fonctions de ministre de la Justice.

### Dernières années
Boland ne brigue pas de poste ministériel en 1957 lorsque le Fianna Fáil revient au pouvoir après sa défaite en 1954. Cependant, son fils, Kevin, est nommé ministre de la Défense au début de son premier mandat au Dáil. À ce stade, Boland commence à être considéré comme un homme politique vieillissant, avec sa base à Roscommon commençant à se fissurer. Le Fianna Fáil est mécontent que Boland n'ait pas pu faire élire un colistier du Fianna Fáil à ses côtés.
Aux élections générales de 1961, Boland est battu pour la première fois en quatorze campagnes électorales. Malgré la perte de son siège au Dáil, il est élu au Seanad Éireann. Quatre ans plus tard, en 1965, il reste au Seanad, cette fois en tant que candidat du Taoiseach Seán Lemass.
En 1970, le déclenchement de la crise des armements voit Kevin Boland démissionner de ses fonctions de ministre et de secrétaire du Fianna Fáil en signe de protestation contre la politique du gouvernement à l'égard de l'Irlande du Nord et en réponse aux limogeages de Charles Haughey et Neil Blaney du cabinet en raison d'allégations selon lesquelles ils auraient organisé la fourniture d'armes à l'IRA provisoire. Gerald Boland, dans une protestation similaire, démissionne de ses fonctions de vice-président et d'administrateur du Fianna Fáil, tout en restant membre du parti. Il exprime également sa perte de confiance dans le leadership du Taoiseach Jack Lynch.
Gerald Boland est décédé à Dublin à l'âge de 87 ans le 5 janvier 1973. Son épouse, Annie Boland, est décédée avant lui en 1970.